# سیارک ۷۴۴۱
سیارک ۷۴۴۱ (به انگلیسی: 7441 Laska، نامگذاری:1995OZ) هفت هزار و چهارصد و چهل و یکمین سیارک کشف شده‌است که در ۳۰ ژوئیه ۱۹۹۵ کشف شد.
قدر مطلق سیارک برابر ۱۵٫۲۰ است.